# Иероним Печерский
Иероним (XII век) — инок Киево-Печерского монастыря, затворник. Святой Русской церкви, почитается в лике преподобных, память совершается (по юлианскому календарю): 28 сентября (Собор преподобных отцов Киево-Печерских Ближних пещер) и в Неделю вторую Великого поста — в Соборе всех Киево-Печерских преподобных отцов.
Сведения о жизни преподобного Иеронима скудны, о нём известно только из церковной службы, которая называет его затворником и чудотворцем. Его мощи находятся в Ближних (Антониевых) пещерах Киево-Печерского монастыря.